# 皇道派
皇道派，是日本帝国陸軍内部在1920至1930年代存在的一個政治派系，其主要受北一輝等的思想影響，主张尊皇、在天皇親政下對日本進行國家改造（其稱之昭和維新）为目标，以暴力革命打倒日本国内资本财阀，並視蘇聯為國家敵人。皇道派中心人物包括被奉为首领人物的荒木貞夫、真崎甚三郎與核心人物小畑敏四郎、鈴木率道、满井佐吉等，其勢力與以永田鐵山、東條英機和池田纯久等人為核心的統制派相對立。

## 溯源
皇道派的出現原因可追溯回明治時期，當時的日本陸軍長期為长州藩派閥為多，要職皆由其出身者所把持，時間一久便出現反長州藩閥的派系。長州派將領山縣有朋死後，其宿敵上原勇作便聯合其同志福田雅太郎、荒木貞夫、武藤信義、村岡長太郎、真崎甚三郎與小畑敏四郎等人公開與山縣繼任者田中義一挑戰，為參謀總長和陸軍大臣人選問題展開論戰。1923年，清浦奎吾組閣，上原一系推舉福田任陸軍大臣人選，但內閣已採納長州派宇垣一成為其人選，而參謀總長一職亦受宇垣所組，兩方的對立遂成正面衝突。

## 主张
當時的日本正處於脫亞入歐、邁向現代化的歷程，因此出現了許多資本主義和政黨政治出現的社會矛盾。1927年起的昭和金融恐慌，更使國民經濟雪上加霜、步向兩極化，大批勞工失業、農村蕭條，而金融業和工業領導人則因為其彼此利益關係緊密而越漸富有，因此社會主義、共產主義和無政府主義的組織開始抬頭。無論是上原還是宇垣一派人，兩方都欲對國家進行改革，但主张採取的手段不同。宇垣一派主張依從憲法，在議會政治下執行政策；而上原一派形成了荒木貞夫和真崎甚三郎為首领的皇道派，否定政黨政治，認為宇垣一派與政黨勾結，國家改造只能在天皇的帶領下進行，主张以軍國主義代替议会制，并且痛恨宇垣推行的裁軍政策（裁減四個師团、約九萬人的兵力，用於建設軍隊現代化裝備）。
除了軍中高級將領外，皇道派的另一重大支持者為下层青年军官。裁军使得青年军官们的晋升推迟，待遇不如以前，从而不满。经济不景气造成的农村的悲惨状况，也给了农村出身的青年军官们危机感。當時日本激進思想家北一輝曾著《國家改革法案大綱》，將帝國主義與国家社會主義混杂結合，被皇道派份子視為思想依據，尤其是易受影響、富有理想和抱負的年輕人完全就被北一輝的思想所說服，他們不是加入軍隊就是参加具有追随此思想的政治團體，如血盟團和櫻會。北一輝還號召日本人起來「清除天皇身邊的障礙」（此觀點又被稱之清君側），让軍隊能與天皇直接溝通，在後者帶領下進行改革，故此此派别後來被稱之皇道派或國體原理派。
除了對內改革作法不同外，對於國際戰略的觀點，两派亦有相當分歧。1931年9月18日發生九一八事件，關東軍在其參謀軍官石原莞爾和坂垣征四郎設計下，出兵佔領了比日本本土大得多的滿洲，继而建立了「滿洲國」，皇道派视苏联为日本的主要敌人，所以應協助建設滿洲而非武力侵略，使其成為亞洲對抗共產主義的堡壘。皇道派将統制派主张向中國擴張視為愚蠢之舉。他们认为，攻击中国會與蒋中正的国民革命军两败俱伤，以及制造和英美的矛盾，最後只會讓日本真正的宿敌苏联以及中国共产党漁翁得利。

## 活動
在1931年12月荒木贞夫担任犬养毅内阁的陆军大臣，利用人事安排职缺的便利，形成了陆军省陆军大臣荒木贞夫以及参谋本部内参谋次长真崎甚三郎、第3部长小畑敏四郎、作战课长铃木率道的所谓皇道派核心。皇道派以武力发动国家创新的主张，并在围绕陆军领导权和未来对苏联对中国战争准备上，与统制派产生对立。
日本进入1930年代開始相继发生幾次未遂政變，如三月事件、十月事件、五一五事件等，还有數位政府要員接连被刺殺，如大藏大臣井上准之助、內閣總理大臣犬養毅（1932年海軍及統制派發動五一五事件）、陆军省军务局长永田鐵山（1935年皇道派發動相泽事件）等。其中以五一五事件來說，許多民眾對刺殺兇手表示莫大的同情，在被告辯駁，宣稱其僅是「為祖國敲起警鐘」後，公眾竟集体鼓掌，事後甚至有11萬封血書請求審判機關寬恕兇手，另還有9位青年願意替兇手服刑，為表真誠，他們每個人還各切下一部小指頭，泡在酒精裡送來。最終兇手裡沒有人被判處死刑，並都在幾年後獲釋，這也助長他們武力“维新”行之有理的想法，並助長了其行動，直至1936年引發皇道派發動二二六事件。

## 衰落
1934年1月荒木贞夫辞任陆军大臣，本來有望接任的参谋次长真崎甚三郎在参謀总長闲院宫载仁亲王的反对下被改任陸軍教育总监，由此使统制派的林铣十郎接任陆军大臣，通过人事调整压制陆军中央的皇道派势力。皇道派和统制派的矛盾开始激化。1935年，在倾向皇道派军官中享有很高威望的真崎甚三郎被迫辞去教育总監职务，接着相泽事件中統制派領袖永田铁山被刺杀。最終，1936年2月26日發生在首都東京的二二六事件是皇道派衰落的關鍵。
由以国体原理派自居的香田清真、安藤輝三、栗原安秀等為首的下层青年軍官以一千餘名士兵，發動政變行動，不僅占据了總理大臣府邸，还殺害了大藏大臣高橋是清、內大臣齋藤實、教育總監渡邊錠太郎等高級官員，還佔領了陆军省、参谋本部、警视厅等東京數處據點與軍事機關，強迫高級將領支持他們，並要求任命皇道派軍官擔任要職。事件發生後，很長一段時間軍方無所作為，海軍將領擔憂海陸軍爆發軍種衝突、陸軍各將領對彼此派系不明、不敢隨便求援，最終引來天皇裕仁的干預，裕仁反感皇道派主张排斥天皇机关说的政策，甚至表示：「如果陸軍不能鎮壓叛軍，我將親自勸阻他們。」最終在空投傳單規勸、大軍包圍下，叛軍繳械投降。
與往日五一五事件不同的是，經過4天場面混亂的叛亂後，輿論不再支持暴力手段，而是要求恢復秩序，也正因如此，13名叛亂軍官、4名文官和北一輝本人被判處死刑，皇道派軍官遭到大規模的清洗，從此皇道派再也無興起，相對地，統制派坐大並控制內閣握有內閣人選廢立權，此後日本進入了軍部獨裁時期，最终統制派首領東條英機建立了极权内阁。

### 引用
1. ↑  伊藤正德 1958，第311-312頁
2. ↑  Toland 1970，第10頁
3. 1 2  Toland 1970，第31頁
4. ↑  Toland 1970，第27頁
5. ↑  Toland 1970，第34頁

### 書籍
- （中文）Toland, John, , 新星出版, 1970, ISBN 9787802254541
- （日語）伊藤正德, , 文藝春秋新社, 1958